# Trithemis festiva
Trithemis festiva – gatunek ważki z rodziny ważkowatych (Libellulidae).